# Спадафора, Пол
Пол Спадафора (англ. Paul Spadafora; 5 сентября 1975, Питтсбург, США) — американский боксёр. Чемпион мира в лёгкой весовой категории (IBF, 1999—2003).

## Профессиональная карьера
Дебютировал на профессиональном ринге 18 октября 1995 года, одержав победу по очкам.

### Чемпионский бой с Исраэлем Кардоной
20 августа 1999 года встретился с американцем Исраэлем Кардоной в бою за вакантный титул чемпиона мира в лёгком весе по версии IBF. Одержал победу по очкам.

### Защиты титула (1999—2003)
17 декабря 1999 года нокаутировал в 1--м раунде бывшего претендента на титул чемпиона мира во 2-м полулёгком весе австралийца Ренато Корнетта.
3 марта 2000 года победил по очкам доминиканца Викториано Сосу.
6 мая 2000 года победил по очкам американца Майка Гриффита.
16 декабря 2000 года победил по очкам канадца Билли Ирвайна.
8 мая 2001 года победил по очкам американца Хоэля Переса.
9 марта 2002 года победил по очкам бывшего претендента на титул чемпиона мира в двух весовых категориях американца Анджела Манфреди.
9 ноября 2002 года победил по очкам датчанина Денниса Хольбека Педерсена.

### Объединительный бой сЛеонардом Дорофтеем
17 мая 2003 года встретился в объединительном бою с чемпионом мира в лёгком весе по версии WBA румыном Леонардом Дорофтеем. Поединок продлился все 12 раундов. Мнения судей разделились. Счёт судей: 114—114, 115—114, 113—115. Таким образом, оба чемпиона сохранили свои титулы. В июне того же года Спадафора оставил титул и поднялся в 1-й полусредний вес.

### Чемпионский бой с Йоханом Пересом
30 ноября 2013 года встретился с венесуэльцем Йоханом Пересом в бою за вакантный титул временного чемпиона мира в 1-м полусреднем весе по версии WBA. Потерпел поражение. Счёт судей: 114—114, 113—115, 111—117.
11 июля 2014 года победил по очкам бывшего претендента на титул чемпиона мира в двух весовых категориях мексиканца Эктора Веласкеса.

## Проблемы с законом
29 октября 2003 года был арестован и обвинён в стрельбе в свою беременную подругу, Надин Руссо.
7 сентября 2004 года он был вновь арестован за то, что управлял автомобилем в состоянии алкогольного опьянения.
23 февраля 2005 года был приговорён к тюремному сроку от 21 до 60 месяцев за стрельбу в живот своей подруги, Надин Руссо, в августе 2004 года. Был досрочно освобождён в апреле 2006 года, проведя в заключении 13 месяцев.
30 мая 2007 года вернулся в тюрьму за нарушение условно-досрочного освобождения и был приговорён к тюремному заключению сроком от 21 месяца до 5 лет. В августе 2007 года был освобождён из тюрьмы, поскольку не было достаточно доказательств для продолжения производства по делу об условно-досрочном освобождении.
4 апреля 2016 года арестован за нападение на 63-летнюю женщину. Полу также были предъявлены обвинения в том, что он угрожал ножом работнику магазина. Это дело было, в итоге, прекращено.
В декабре 2016 года арестован за нанесение ножевых ранений своему брату и избиение матери. В феврале 2017 года обвинения были сняты, так как предполагаемые потерпевшие не явились на суд.

## Титулы и достижения

### Региональные и второстепенные
- Чемпион мира в лёгком весе по версии IBC (1998, 2002—2003).
- Титул NABF в 1-м полусреднем весе (2013).

### Мировые
- Чемпион мира в лёгком весе по версии IBF (1999—2003).